# Raggiolo
Raggiolo ist ein Ortsteil (Fraktion, italienisch frazione) der italienischen Gemeinde Ortignano Raggiolo in der Provinz Arezzo in der Toskana.

## Geografie
Der Ort liegt etwa 3 km westlich des Hauptortes von Ortignano (Rathaussitz), etwa 28 km nordwestlich der Provinzhauptstadt Arezzo und etwa 38 km südöstlich der Regionalhauptstadt Florenz. Raggiolo liegt im Osthang des Pratomagno im Gebiet des Casentino (Casentinisches Arnotal) bei 586 m s.l.m.. Der Ort hatte 2011 98 Einwohner, 2001 waren es 128 Einwohner, 1833 etwa 700 Einwohner und 1551 etwa 550 Einwohner. Wichtigstes Gewässer am Ort ist der Torrente Teggina, ein rechter Zufluss des Arno bei Bibbiena. Kurz östlich unterhalb des Orts wird er von rechts gespeist durch den Barbozzaia, seinem größten Zufluss, an dem ebenfalls wichtige Mühlen stehen.

## Geschichte
Gegründet wurde der Ort um das 7. Jahrhundert von Langobarden. Otto I. gab den Ort 967 als Lehen an Goffredo di Ildebrando. 1225 wurde erstmals die Burg erwähnt. Ab der Mitte des 13. Jahrhunderts gehörte Raggiolo zu den Guidi, danach kurzzeitig bis 1325 zu den Ubertini aus Chitignano und dann zu den Tarlati. Pier Saccone dei Tarlati und sein Sohn Marco Tarlati unterwarfen den Ort 1347 der Republik Florenz, blieben aber die Herrscher über den Ort. Nach der Belagerung von Raggiolo durch Roberto di Simone da Battifolle aus Poppi im April 1356, die durch Druck der Florenzer Republik beendet wurde, und einem Aufstand der Bevölkerung von Raggiolo gegen die Tarlati kam der Ort 1357 endgültig zu Florenz. Die Burg wurde 1440 von Niccolò Piccinino zerstört, seine Truppen ermordeten dabei einen Großteil der Bevölkerung. Die Burg wurde danach nicht mehr aufgebaut, die Gegend um die alte Burg wird aber noch heute Bastia (Bastion bzw. Festung) genannt. Bevölkert wurde der Ort später durch eingewanderte Korsen (italienisch: Corsi), sodass Raggiolo auch heute noch Paese dei Corsi (Ort der Korsen) genannt wird. Im Jahr 1873 wurde Ortignano mit Raggiolo zur neuen Gemeinde Ortignano Raggiolo zusammengeschlossen.

## Sehenswürdigkeiten

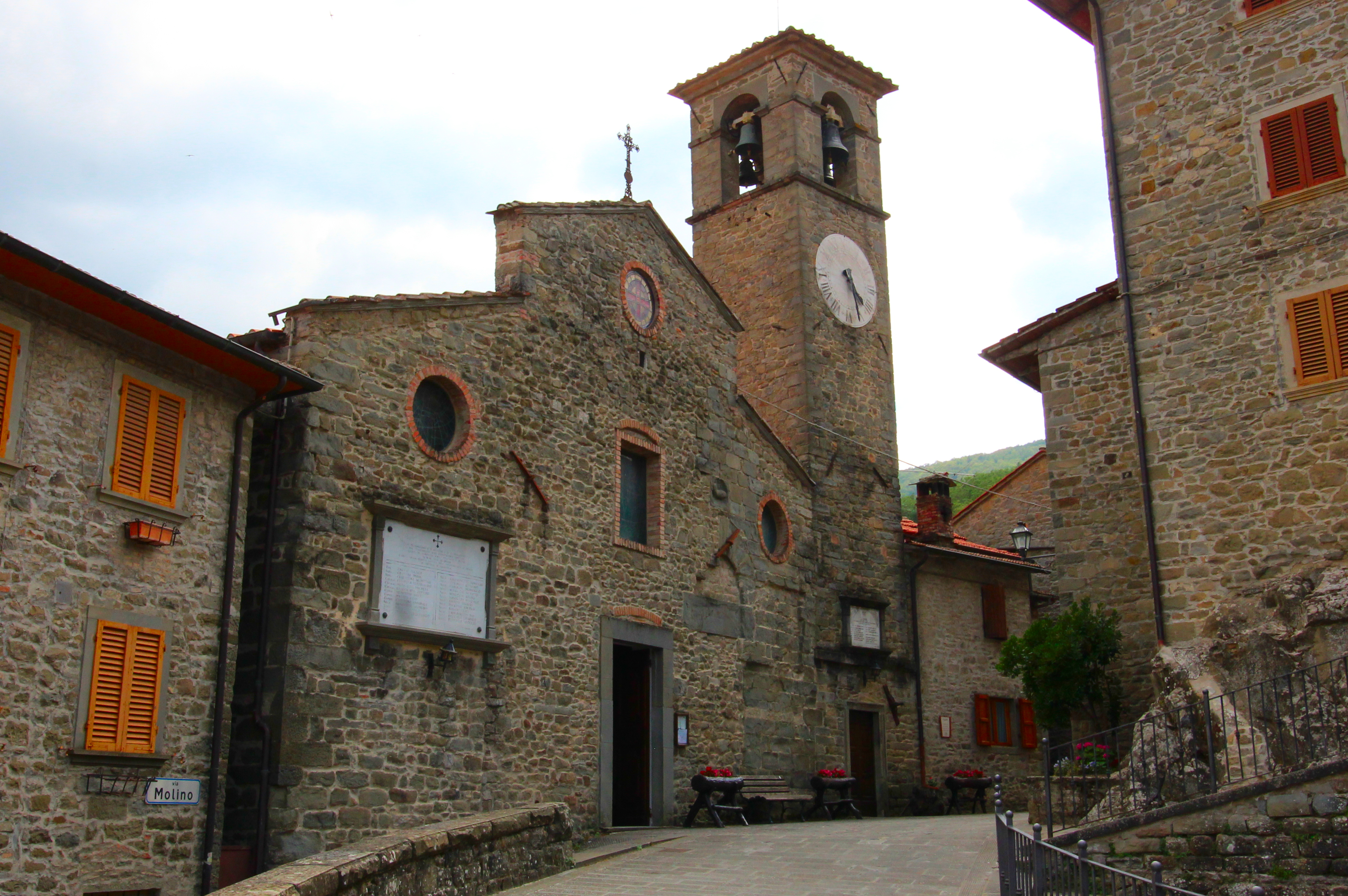
Die Pieve San Michele Arcangelo

- San Michele Arcangelo, Kirche im Ortskern, die zum Bistum Arezzo-Cortona-Sansepolcro[10] gehört und im 13. Jahrhundert im Palast der Conti Guidi entstand.[11] Die Kirche wurde im April 1735 auf Dekret des Bischofs von Arezzo zur Pieve erhoben. Zwischen 1767 und 1769 wurde die Pieve durch Personen der Compagnia del Santissimo Rosario[9] stark verändert. Der Campanile wurde 1829 restauriert.[11] Enthält im linken Seitenschiff das Leinwandgemälde Madonna e del Bambino Gesù, auch Madonna del Rosario oder Madonna delle Grazie genannt, aus dem 16. oder 17. Jahrhundert.[10] Das rechte Seitenschiff enthält eine Gipsfigur (Madonna del Redentore[11]) aus dem späten 15. Jahrhundert, die aus der Werkstatt des Francesco di Simone Ferrucci (1456–1526) stammt. Über der Tür zur Sakristei befindet sich das Leinwandgemälde San Michele Arcangelo (um 1400 entstanden). Des Weiteren befindet sich in der Kirche die Gipsfigur Madonna col Bambino aus dem 14. oder dem frühen 15. Jahrhundert, die dem Umfeld des Donatello zugeschrieben wird.[10]
- Chiesa del Sepolcreto, Kapelle auf dem Gelände der ehemaligen Burg (Bastia) aus dem 14. Jahrhundert. Wurde im 20. Jahrhundert restauriert.[12]
- Museo della Castagna, Kastanienmuseum im Ortskern von Raggiolo. Zu dem Museum gehört auch die an dem Torrente Barbozzaia gelegene Mühle Molino di Morino.[13]
- Ponte dell’Usciolino, mittelalterliche Brücke über den Fluss Teggina.[14]

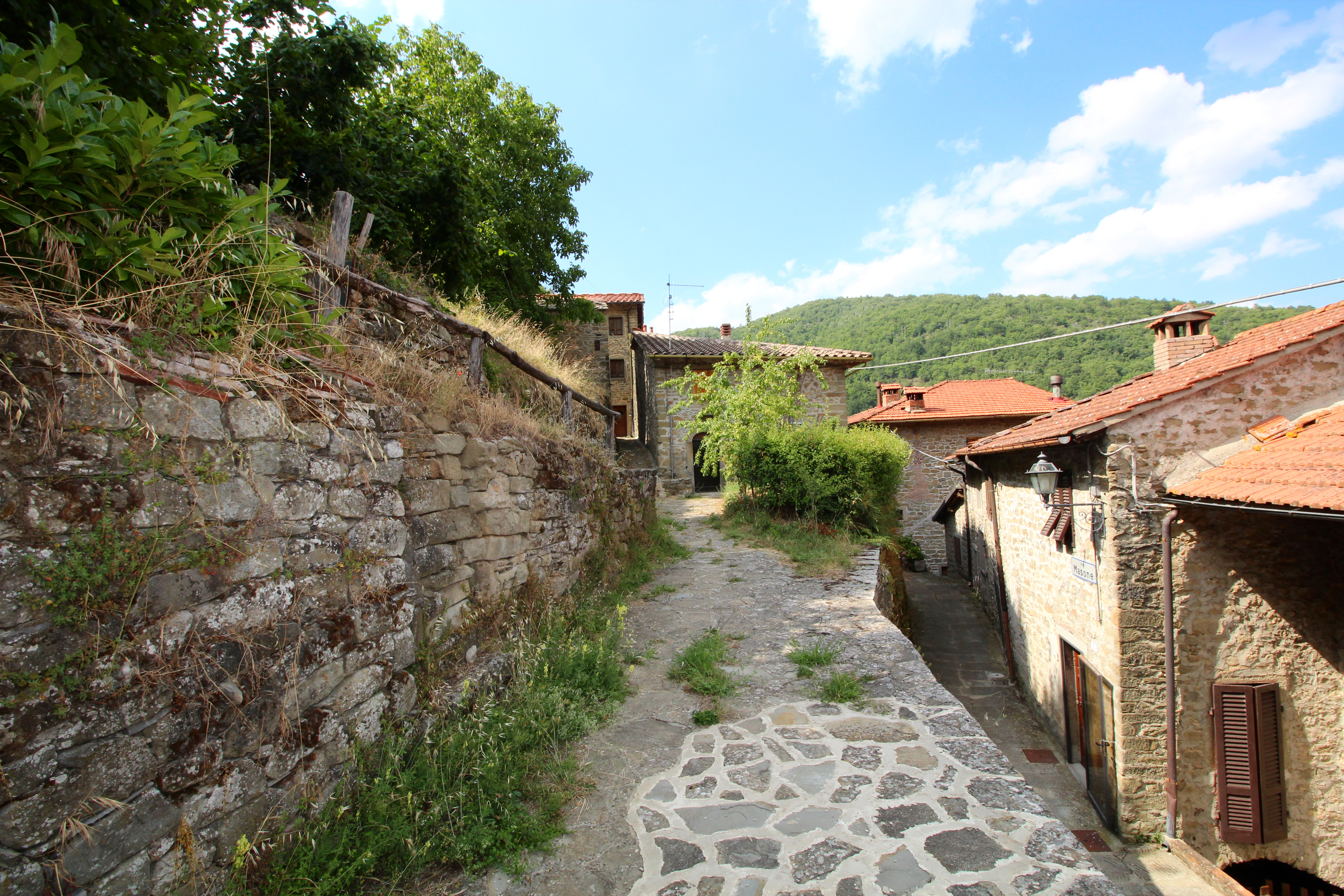
Gasse im Ortskern
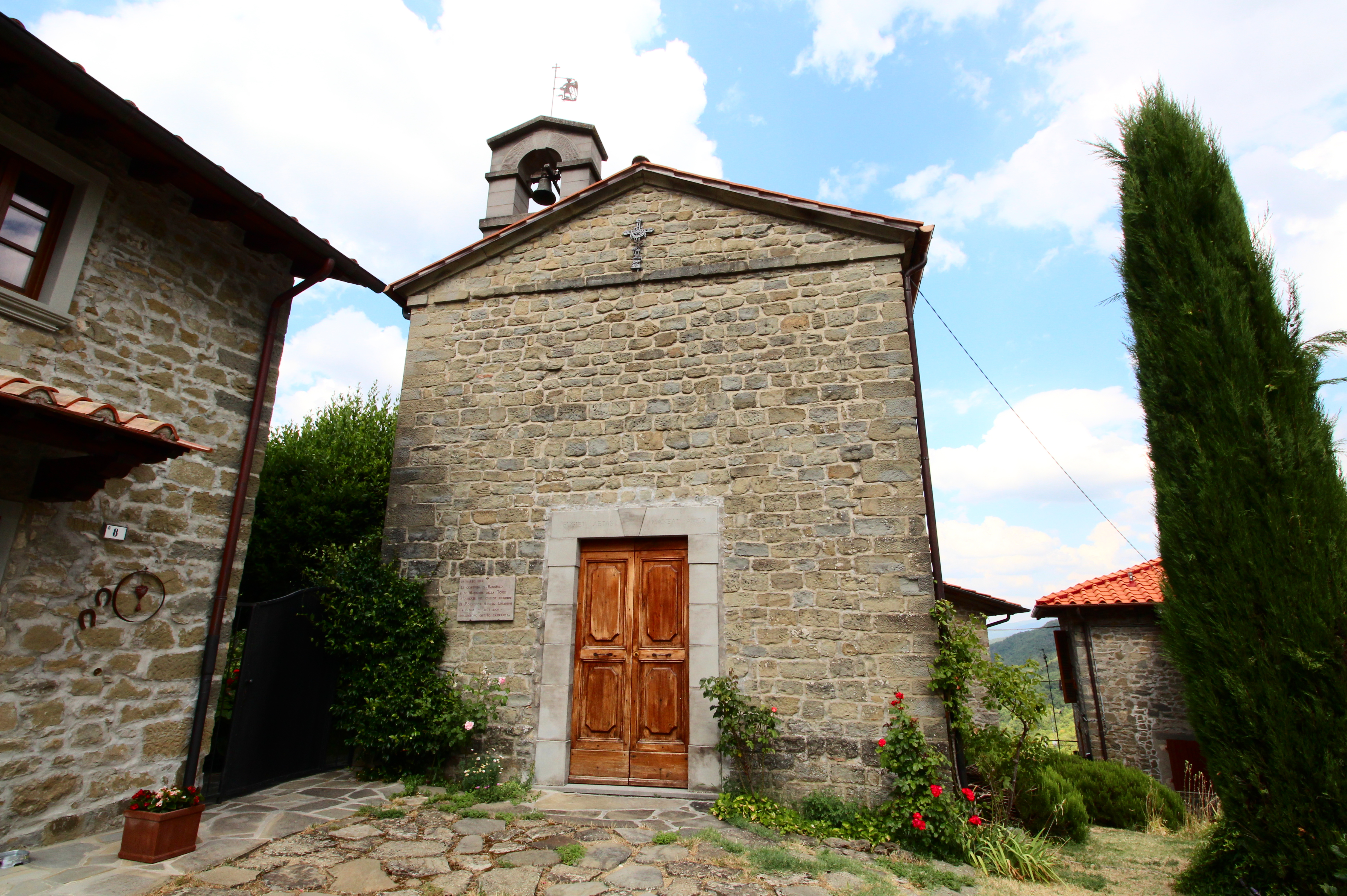
Cappella del Sepolcreto
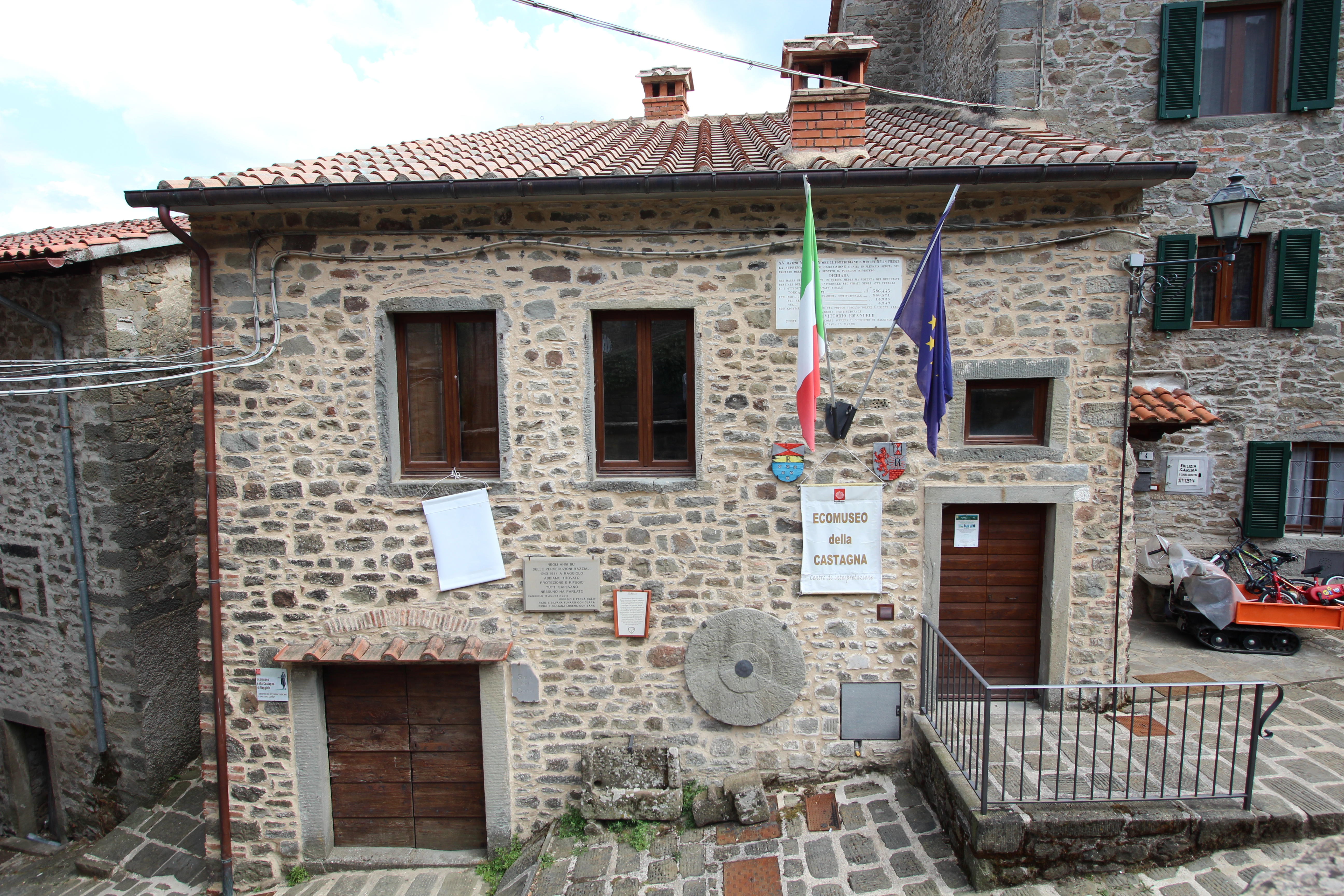
Ecomuso della Castagna